# The Life Aquatic with Steve Zissou
The Life Aquatic with Steve Zissou es una película de 2004 coescrita y dirigida por Wes Anderson.

## Sinopsis
Steve Zissou (Bill Murray) es un legendario explorador submarino y realizador de una serie de documentales sobre la vida en el mar; sin embargo, no está viviendo su mejor momento: su popularidad está en "olas bajas". Su mejor amigo y socio, Esteban (Seymour Cassel), ha sido devorado por una extraña especie de tiburón, y aparece un piloto aéreo, Ned Plimpton (Owen Wilson), que asegura ser el hijo que nunca conoció.
Zissou se propone ir en busca del tiburón jaguar que asesinó a su mejor amigo para convertirlo en la estrella de su siguiente documental y vengar la muerte de su amigo. En la expedición que organiza en su buque, El Belafonte, le acompañarán, entre otros, su presunto hijo, convertido en productor del documental, su esposa Eleanor (Anjelica Huston), que es además la vicepresidenta de su compañía, una periodista embarazada que cubre la aventura de la expedición (Cate Blanchett), un afectuoso ingeniero alemán (Willem Dafoe), el físico y compositor de las bandas sonoras Vladimir Wolodarsky (Noah Taylor) y un experto en seguridad brasileño que se dedica a cantar en portugués temas de David Bowie, Pele Dos Santos (Seu Jorge), una tripulación muy peculiar.
La película está dedicada a Jacques-Yves Cousteau.

## Reparto
- Bill Murray (Steve Zissou)
- Owen Wilson (Ned Plimpton)
- Cate Blanchett (Jane Winslett-Richardson)
- Anjelica Huston (Eleanor Zissou)
- Willem Dafoe (Klaus Daimler)
- Jeff Goldblum (Alistair Hennessey)
- Michael Gambon (Oseary Drakoulias)
- Noah Taylor (Vladimir Wolodarsky)
- Bud Cort (Bill Ubell)
- Seu Jorge (Pelé dos Santos)
- Robyn Cohen (Anne-Marie Sakowitz)
- Seymour Cassel (Esteban du Plantier)